# Élections municipales de 1983 à Saragosse
Les élections municipales de 1983 à Saragosse (en espagnol : elecciones municipales de 1983 en Zaragoza) se tiennent le dimanche 8 mai 1983, afin d'élire les 31 conseillers municipaux de Saragosse pour un mandat de quatre ans.

## Contexte
Le 19 avril 1979, à la suite des élections du 3 avril, le candidat du Parti socialiste, Ramón Sainz de Varanda (es), est élu maire de Saragosse lors de la séance d'installation du conseil municipal, par 17 voix favorables.

## Mode de scrutin

### Conditions de candidature
Peuvent présenter des candidatures : 
- les partis et fédérations de partis inscrits auprès des autorités ;
- les coalitions de partis et/ou fédérations inscrites auprès de la commission électorale au plus tard dix jours après la convocation du scrutin ;
- et les électeurs de la commune, s'ils représentent au moins 2 000 parrainages.

### Répartition des sièges
Le nombre de conseillers municipaux est établi en fonction de la population de la commune. Les communes de plus de 100 001 habitants comptent 25 conseillers et un conseiller supplémentaire pour 100 000 habitants ou fraction, ainsi qu'un conseiller supplémentaire si le total de conseillers municipaux constitue un nombre pair. Saragosse comptant officiellement 571 855 habitants recensés à la fin de l'année 1978, elle dispose de 31 conseillers municipaux.
Seules les listes ayant recueilli au moins 5 % des suffrages valides peuvent participer à la répartition des sièges à pourvoir dans cette même circonscription, qui s'organise en suivant différentes étapes : 
- les listes sont classées en une colonne par ordre décroissant du nombre de suffrages obtenus ;
- les suffrages de chaque liste sont divisés par 1, 2, 3... jusqu'au nombre de députés à élire afin de former un tableau ;
- les mandats sont attribués selon l'ordre décroissant des quotients ainsi obtenus[2].

### Élection du maire
Le maire est élu par le conseil municipal, parmi les conseillers municipaux ayant occupé la première place de leurs listes respectives. Est élu maire celui qui recueille le soutien de la majorité absolue des conseillers. Si aucun candidat n'atteint cette majorité, le conseiller municipal ayant occupé la première place de la liste qui a recueilli le plus grand nombre de suffrages est proclamé maire.

## Campagne

### Principales listes
| Force politique | Force politique                                                          | Force politique | Idéologie                                                               | Tête de liste                       | Résultats en 1979       |
| --------------- | ------------------------------------------------------------------------ | --------------- | ----------------------------------------------------------------------- | ----------------------------------- | ----------------------- |
|                 | Parti socialiste ouvrier espagnol (es) Partido Socialista Obrero Español | PSOE            | Centre gauche Social-démocratie, progressisme                           | Ramón Sainz de Varanda (es) (Maire) | 30,9 % des voix 11 élus |
|                 | Parti aragonais régionaliste (es) Partido Aragonés Regionalista          | PAR             | Centre à centre droit Conservatisme, régionalisme                       | Isabelo Forcén                      | 18,6 % des voix 7 élus  |
|                 | Parti communiste d'Espagne (es) Partido Comunista de España              | PCE             | Gauche Marxisme-léninisme, communisme, républicanisme                   | José Luis Martínez                  | 11,4 % des voix 4 élus  |
|                 | AP-PDP-UL                                                                | AP-PDP-UL       | Centre droit à droite Conservatisme, démocratie chrétienne, libéralisme | Emilio Aniento                      | 2,5 % des voix 0 élu    |

## Résultats
|                        |                                              |         |       |       |        |               |  |  |  |  |  |  |  |  |
| Parti                  | Parti                                        | Voix    | %     | +/-   | Sièges | +/-           |  |  |  |  |  |  |  |  |
|                        | Parti socialiste ouvrier espagnol (PSOE)     | 136 774 | 52,36 | 21,45 | 18     | 7             |  |  |  |  |  |  |  |  |
|                        | AP-PDP-UL                                    | 58 134  | 22,25 | 19,75 | 8      | 8             |  |  |  |  |  |  |  |  |
|                        | Parti aragonais régionaliste (PAR)           | 34 812  | 13,33 | 5,22  | 4      | 3             |  |  |  |  |  |  |  |  |
|                        | Parti communiste d'Espagne (PCE)             | 14 184  | 5,43  | 5,96  | 1      | 3             |  |  |  |  |  |  |  |  |
|                        | Centre démocratique et social (CDS)          | 8 219   | 3,15  | Nv    | 0      | en stagnation |  |  |  |  |  |  |  |  |
|                        | Gauche unie d'Aragon (IUA)                   | 4 494   | 1,72  | 2,74  | 0      | en stagnation |  |  |  |  |  |  |  |  |
|                        | Parti socialiste des travailleurs (es) (PST) | 2 820   | 1,08  | Nv    | 0      | en stagnation |  |  |  |  |  |  |  |  |
|                        | Autres partis                                | 1 781   | 0,68  | –     | 0      | –             |  |  |  |  |  |  |  |  |
|                        | Union du centre démocratique (UCD)           |         |       | 20,47 |        | 7             |  |  |  |  |  |  |  |  |
|                        | Parti du travail d'Aragon (es) (PTA)         |         |       | 6,58  |        | 2             |  |  |  |  |  |  |  |  |
|                        |                                              |         |       |       |        |               |  |  |  |  |  |  |  |  |
| Suffrages exprimés     | Suffrages exprimés                           | 261 218 | 100   |       |        |               |  |  |  |  |  |  |  |  |
| Votes nuls             | Votes nuls                                   | 0       | 0     |       |        |               |  |  |  |  |  |  |  |  |
| Total                  | Total                                        | 261 218 | 100   | –     | 31     | en stagnation |  |  |  |  |  |  |  |  |
| Abstention             | Abstention                                   | 161 715 | 38,24 |       |        |               |  |  |  |  |  |  |  |  |
| Inscrits/Participation | Inscrits/Participation                       | 422 933 | 61,76 |       |        |               |  |  |  |  |  |  |  |  |

## Suites
Le 23 mai 1983, le maire socialiste sortant, Ramón Sainz de Varanda (es), est réélu maire de Saragosse par le conseil municipal avec le seul soutien des 18 élus de son groupe.